# Abhinandannath
Abhinandannath est le quatrième Tirthankara un des maîtres éveillés du jaïnisme. Comme ses prédécesseurs, il est né d'une lignée royale et après plusieurs années de règne, il abandonna les fastes pour devenir ascète et méditer afin d'obtenir l'illumination. Et il réussit à briser les chaines du karma et à devenir une âme libérée. Son nom viendrait du mot abhinandan qui signifie: accueil, car dès son plus jeune âge il était très poli. Son symbole est un animal: le singe.